# Funiculaire de Žaliakalnis
Le funiculaire de Žaliakalnis est un funiculaire situé à Kaunas, en Lituanie. Construit en 1931, c'est le plus ancien funiculaire de Lituanie et l'un des plus anciens véhicules de ce type au monde encore en service. Le funiculaire est constitué d'une carrosserie en panneaux de bois et monte jusqu'à 142 mètres de l'arrière du Musée de la Grande Guerre Vytautas jusqu'à la Basilique de la Résurrection.

## Histoire

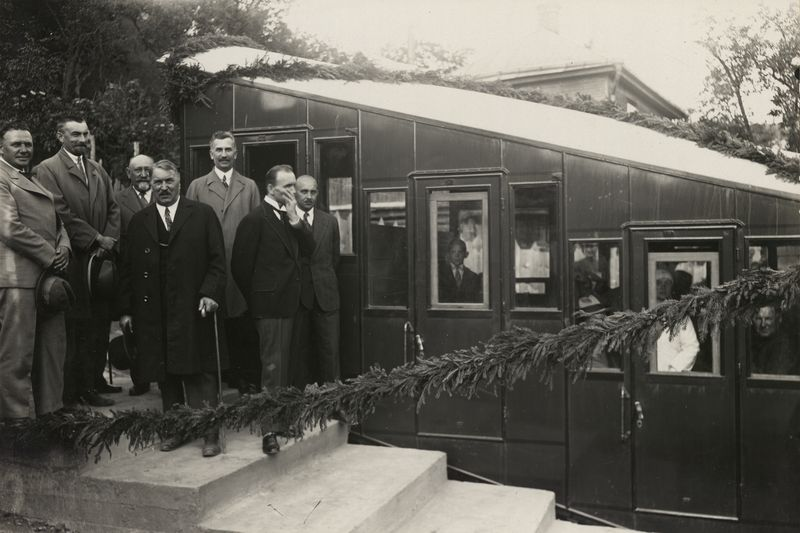
Cérémonie d'ouverture du funiculaire de Žaliakalnis

Il a été construit par la société d'ingénierie Curt Rudolph Transportanlagen de Dresde, en Allemagne, avec des équipements électriques d'AEG et des pièces mécaniques de Bell Maschinenfabrik, en Suisse. L'ouverture officielle eut lieu le 5 août 1931. La station supérieure abritait le mécanisme du funiculaire à commande électrique dans le sous-sol, tandis que l'extrémité inférieure de la ligne n'avait même pas d'abri jusqu'en 1932.
Le funiculaire a eu du succès et est devenu un moyen de transport très populaire pour les habitants et les invités de la ville. On sait qu'environ 5 millions de passagers l'ont utilisé entre 1950 et 1970.
Le funiculaire a été rénové entre 1935 et 1937, et la gare inférieure a reçu un bâtiment approprié.
Le funiculaire de Žaliakalnis a été inscrit au registre des sites du patrimoine culturel immobilier de la République de Lituanie en 1993.
En 2015, le funiculaire a été l'un des 44 sites à Kaunas à recevoir le label du patrimoine européen.

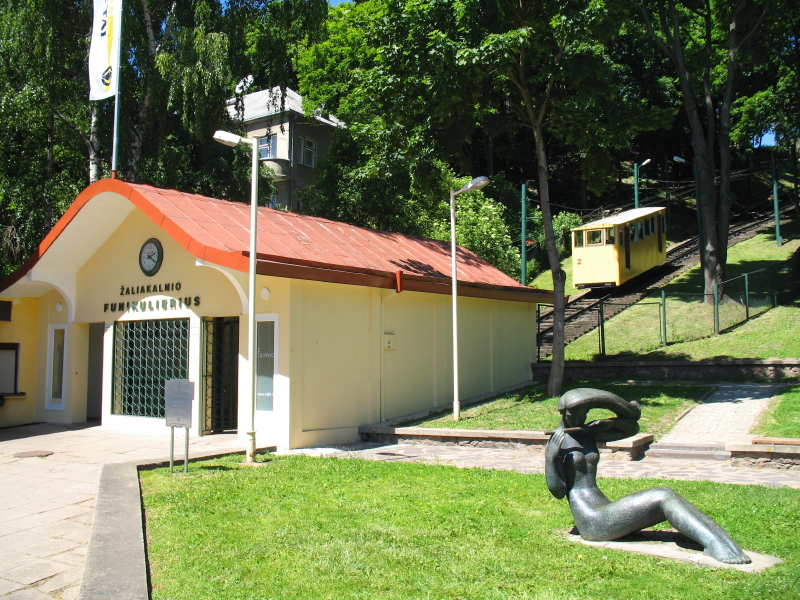
Gare inférieure